# جوزستان (کیار)
جوزستان روستایی از توابع دهستان مشایخ بخش ناغان شهرستان کیار در استان چهارمحال و بختیاری ایران است.این روستا در منطقه حفاظت شده هلن واقع شده است. مردمان این روستا لر بختیاری هستند و زبان آنها نیز لری و با گویش لری بختیاری است، این روستا در دامنه کوهستان مملو از جنگلهای بلوط قرار دارد.

## جمعیت
این روستا در دهستان مشایخ قرار دارد و براساس سرشماری مرکز آمار ایران در سال ۱۳۸۵، جمعیت آن ۵۱۱ نفر (۱۲۲خانوار) بوده‌است.